# Friedrich Wilhelm Rostkovius
Friedrich Wilhelm Gottlieb Theophil Rostkovius, född 1770, död 17 augusti 1848, var en tysk läkare, botaniker och mykolog. 
Han studerade för Carl Ludwig Willdenow och promoverades från Universitetet i Halle den 4 april 1801 med en avhandling om tågväxter. Därefter bosatte han sig i Stettin och verkade som läkare och medicinalråd där.
Stor ögontröst, Euphrasia rostkoviana, har uppkallats efter honom, liksom tågväxtsläktet Rostkovia.
Auktorsnamnet Rostk. kan användas för Friedrich Wilhelm Rostkovius i samband med ett vetenskapligt namn inom botaniken; se Wikipediaartiklar som länkar till auktorsnamnet.

## Verk
- Doktorsavhandling: Dissertatio botanica inauguralis de Junco, 1801
- Med P.F.T. Meckel: Monographia generis Iunci – Cum tabulis Binis Aeneis, 1801
- Med J. Sturm, A.K.J. Corda, L.P.F. Ditmar, C.G. Preuss, J.W. Sturm: Deutschlands Flora in Abbildungen nach der Natur mit Beschreibungen, Del 3 – Die Pilze Deutschlands, 1817
- Med W.L.E. Schmidt: Flora Sedinensis, exhibens plantas phanerogamas spontaneas nec non plantas praecipuas agri Swinemundii, 1824
- Med J. Sturm och J.W. Sturm: Deutschlands Flora in Abbildungen nach der Natur mit Beschreibungen, 1844